# 코레일관광개발
코레일관광개발(주)는 한국철도공사의 계열사이다. 2004년 8월 한국철도공사와 롯데관광의 합작 투자에 의해 '국유철도의 운영에 관한 특례법'에 의거 설립된 국토교통부 산하의 기타공공기관이다. 소재지는 서울특별시 용산구 청파로 378 (동자동 43-229)이다.

## 주요기능 및 역할
- 관광여행 사업: 국내 여행업 (철도·해운·항공·Railtel 등)
- PCO 사업: 컨벤션 사업, 전시회, 박람회 및 각종 이벤트 등 국내외 행사 기획 및 진행
- 테마파크 사업: 레일바이크·바다열차 기차펜션 등
- 승무서비스(승무원) 사업: KTX, SRT, ITX-새마을
- 유통 사업: 열차 내 판매 서비스(KTX·새마을·무궁화호 열차카페 등)
- 고객서비스: 서비스리더아카데미, 연수 프로그램, 산학협력 과정 등

## 관광전용열차
- 레일크루즈 해랑
- 동해산타열차
- 백두대간탐방열차
- 남도해양열차
- 평화열차
- 서해금빛열차
- 정선아리랑열차

## 연혁
- 2004년 7월 30일: 창립총회
- 2004년 8월 11일: KTX관광레저(주)법인 설립
- 2004년 10월 13일: 관광전용열차 사업
- 2004년 11월 29일: 해외관광 패키지 사업
- 2005년 2월 5일: 금강산 관광열차 사업
- 2005년 4월 1일: 정선지사 개설
- 2005년 6월 30일: 정선 레일바이크 개장
- 2005년 10월 6일: 평양 관광사업(항공편)개시
- 2006년 4월 24일: KTX승무원 승무서비스사업 개시(서울/부산지사 개설)
- 2006년 5월 15일: KTX특실 물품공급 서비스 직영 운영
- 2006년 7월 31일: 정선 레일바이크 사업장 확대(풍경열차, 어름치카페, 야간조명개장)
- 2007년 1월 1일: 새마을 승무서비스 사업 개시(동대구/익산/대전 사업소 개설)
- 2007년 3월 30일: 사명 변경(코레일투어서비스(주))
- 2007년 7월 24일: 바다열차 사업 개시 [삼척지사 개설]
- 2008년 2월 1일: 정선 기차펜션 사업 개시
- 2008년 2월 4일: 새마을호,무궁화호 '열차카페'사업개시
- 2008년 5월 19일: PCO사업 개시 [UIC 총회 및 ANTC세미나 진행]
- 2008년 11월 17일: 고품격 호텔수준 관광열차 '해랑'상품 개시
- 2008년 12월 1일: 곡성 섬진강 기차마을, 심청 이야기 마을 사업개시(곡성지사 개설)
- 2009년 1월 1일: 달리는 「열차카페」전국노선 운행 개시
- 2009년 4월 30일: 곡성 「섬진강 레일바이크」개통식
- 2009년 12월 16일: 국민철도관광 제1호 홍보대사 ‘방송인 이창명’ 위촉
- 2010년 1월 5일: 사명변경(코레일투어서비스(주) → 코레일관광개발(주))